# マンモス西尾
西尾将（にしおまさる、1984年5月10日 - ）は、日本の男性声優。
北海道出身。オフィス・ティービー所属。以前の芸名はマンモス西尾であったが、2017年6月28日、結婚を機に芸名を西尾将（にしおまさる）に変更した。

## 出演

### テレビアニメ
2011年
- 魔乳秘剣帖（奉行）
- 夏目友人帳 参（封じられた妖怪）
- 未来日記（信者 豊穣）
- ファイ・ブレイン 神のパズル（男子生徒）

2012年
- パブー&モジーズ （スティーブ・スネーク）
- これはゾンビですか? オブ・ザ・デッド（ファン）
- クイーンズブレイド リベリオン（海の男B）
- 宇宙兄弟 （シェイン・マグワン、ザック・マコンネル）
- 貧乏神が! （体育の先生）
- 銀魂'（飲み屋の親父、兵士A、男）

2013年
- 宇宙兄弟（シェイン・マグワン、トニー・エイズム、管制官A、同僚宇宙飛行士、医者B、バーテン）

2015年
- ルパン三世 PART IV（エージェントC）

### 劇場アニメ
- 劇場版 銀魂 完結篇 万事屋よ永遠なれ（2013年、チンピラ）
- 宇宙兄弟♯0（2014年、キャプコム）

### ゲーム
2014年
- ガンガン‼ バトルRUSH!（ゲキ）
- 白猫プロジェクト（K・S・コーン・ポップ、ヒュウガ・アスノ、赤石兵士）

2016年
- オーバーウォッチ（ゼニヤッタ）
- 誰ガ為のアルケミスト （ベルトラン）

2017年
- アクセル・ワールド VS ソードアート・オンライン 千年の黄昏(役名表記なし)

### 吹き替え
2011年
- LAW＆ORDER 17、18、19
- ザ・ファイター
- ゴースト 〜天国からのささやき〜 シーズン5
- メタル・トルネード
- HOUSE シーズン6
- CSI科学捜査班 シーズン10

2012年
- CSIニューヨーク シーズン7
- アンフォゲッタブル 完全記憶捜査
- FUN SIZE
- 水滸伝
- シェキラ! Shake It Up!
- キング 〜Two Hearts

2013年
- リゾーリ&アイルズ3
- DAMAGES シーズン4、5
- キング・オブ・マンハッタン 危険な賭け
- THE PURGE
- アンチヴァイラル
- VEGAS
- クラッシュとバーンズティーン
- ダウントン・アビーシーズン3
- HOUSE シーズン7
- PERSON OF INTEREST シーズン3
- リベンジ シーズン2 （マルコ・ロメロ）
- DEXTER シーズン7、8
- LEVERAGE シーズン5
- 宿敵因縁のハットフィールド＆マッコイ （ファーマー）
- デッドマン・ダウン （ゴフ）
- フィッシュレース 1、2 （エディ）
- キスは背伸びして
- GRIMM
- WAREHOUSE13 シーズン4
- 男が愛する時 （トリ、キム室長）

2014年
- ブレイキング・バッド シーズン1、2、3 （コンボ）
- ダーク・グラビティ （チャック）
- マラヴィータ （ミモ）
- スノーピアサー
- ゾンビキャンプ
- MUD -マッド-
- HOSTAGES
- ブラックリスト
- シャドウ・ハンター （エミール・パングボーン）
- ルパン三世
- サボタージュ（カントレル）
- ファイナル・デイ（スコット）
- フライト・ゲーム（トム・ボーウェン）
- ヒックとドラゴン2
- ザ・ヘラクレス（タラス王）
- バトル・オブ・バミューダトライアングル（ウィリアムズ）
- プリズナーズ

2015年
- 裏切りの獣たち（シューズ）
- ボーグマン（パスカル）
- 複製された男
- 22 JUMP STREET
- スガラムルディの魔女（パチェコ）
- フローズン・アース（サイモン）
- M10.0 ロサンゼルス大地震（ワーナー）
- VIKINGS 〜海の覇者たち〜（ホリック）
- ハンドレッド (テレビドラマ)（マーフィー）
- トランスフォーマー アドベンチャー（エアレイザー）
- グレイス&フランキー（ンワブディケ・バーグスタイン）

### オーディオブック
- シャドウ（2017年、水城徹）